# Мальвіто
Мальвіто (італ. Malvito, сиц. Marvitu) — муніципалітет в Італії, у регіоні Калабрія, провінція Козенца.
Мальвіто розташоване на відстані близько 400 км на південний схід від Рима, 95 км на північний захід від Катандзаро, 38 км на північний захід від Козенци.
Населення — 1809 осіб (2014).

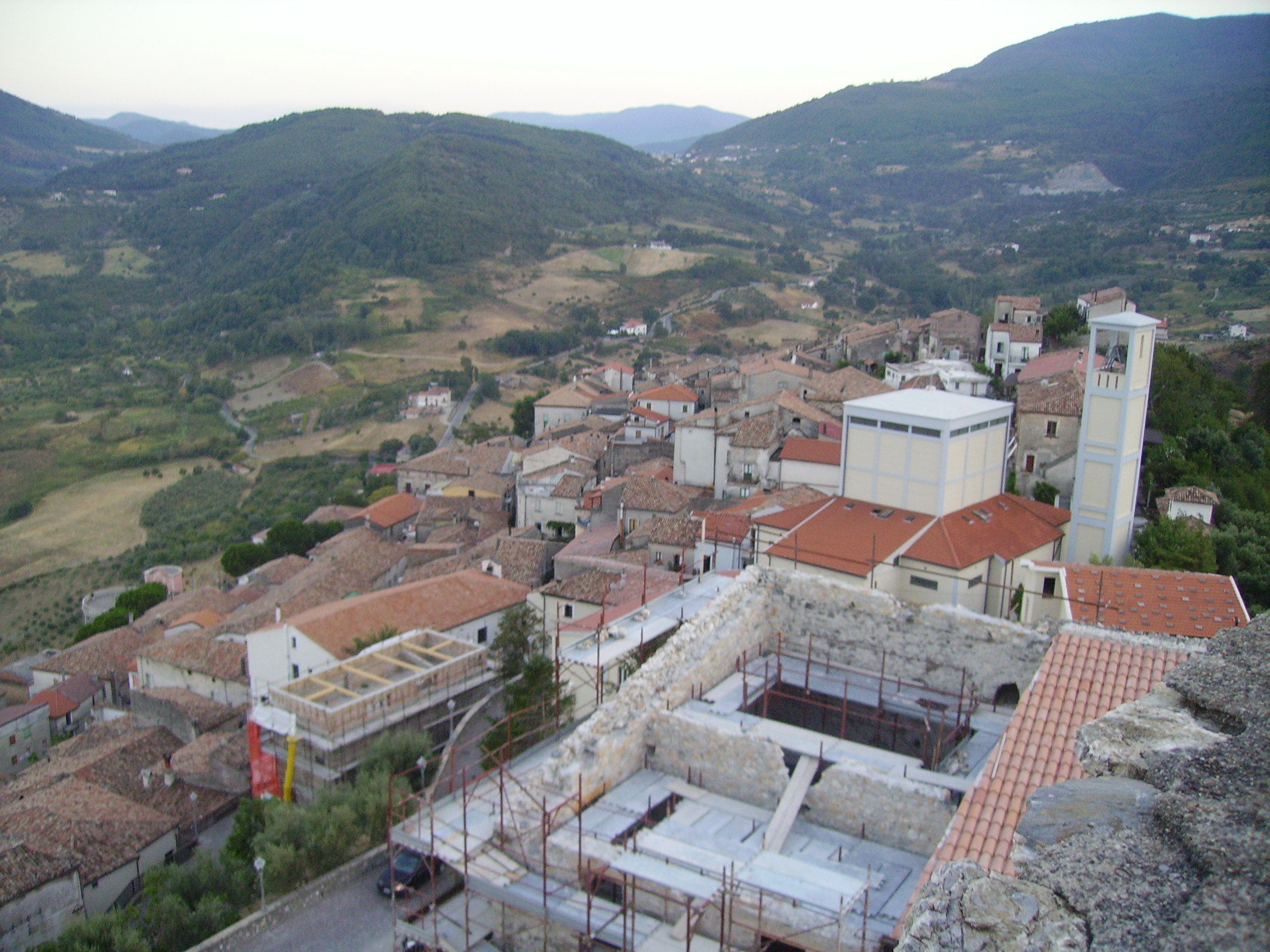

Щорічний фестиваль відбувається 29 вересня. Покровитель — святий Архангел Михаїл.

## Демографія
Населення за роками:

Станом на 1 січня 2023 року в муніципалітеті офіційно проживали 43 іноземці з 10 країн, серед них 18 громадян країн Євросоюзу та 4 громадяни України.

## Сусідні муніципалітети
- Четраро
- Фаньяно-Кастелло
- Моттафоллоне
- Роджано-Гравіна
- Сан-Сості
- Сант'Агата-ді-Езаро
- Санта-Катерина-Альбанезе